# Gibraltar (Zulia)
Gibraltar ist eine Kleinstadt mit rund 4000 Einwohnern in Venezuela.

## Geographie
Die Stadt liegt im Municipio Sucre des Bundesstaates Zulia, zwischen Bobures im Süden und Boscan im Norden am Südufer des Lago de Maracaibo.

## Geschichte
Gibraltar wurde als San Antonio de Gibraltar im Februar 1592 vom spanischen Conquistador Gonzalo Piña Ludueña gegründet. Ludueña (1545–1600), der zwischen 1597 und 1600 Verwaltungschef der spanischen Provinz Venezuela war, stammte aus dem spanischen (heute britischen) Gibraltar und nannte die neue Stadt nach seiner Heimatstadt.
Die Stadt hatte in der Vergangenheit eine bedeutende Rolle in der spanischen Kolonialgeschichte gespielt. Gibraltar war der bedeutendste Hafen der Stadt Mérida und ein wichtiger Umschlagplatz für Kakao. 1667 wurde die Stadt vom Piraten François l’Olonnais geplündert. Später eroberte der britische Pirat Henry Morgan die Stadt. 1678 besetzte Michel de Granmont die Stadt, plünderte sie und brannte Teile von ihr nieder. Der Schaden war so immens, dass die Stadt 1680 praktisch aufhörte zu existieren. Ihre Bedeutung ging dadurch für immer verloren.